# Ли (округ, Алабама)
Ли (англ. Lee County) — округ в штате Алабама, США.

## География
Округ расположен в восточной части штата, с востока граничит с Джорджией, со всех остальных сторон — с другими округами Алабамы. Назван в честь генерала Роберта Ли. Столица — Опела́йка, крупнейший город — Оберн, ещё более крупный город, но находящийся на территории округа лишь частично — Финикс-Сити. Открытые водные пространства составляют 18 км², что составляет 1,1% от общей площади округа в 1594 км².

В округе находится крупнейший университет в штате — Обернский, он же является крупнейшим работодателем в округе, предоставляя 5200 рабочих мест.

В округе запрещено торговать арахисом по средам после заката.

### Соседние округа
|        | Таллапуса | Чеймберс               | Харрис (шт. Джорджия) |  |
|        | север     | Маскоги (шт. Джорджия) |                       |  |
| Ли     |           | Маскоги (шт. Джорджия) |                       |  |
| юг     |           | Маскоги (шт. Джорджия) |                       |  |
| Мейкон | Расселл   |                        |                       |  |

## История
Округ был образован 5 декабря 1866 года путём отделения частей соседних округов: Мейкон, Таллапуса, Чеймберс и Расселл.
В 1923 году город Финикс-Сити, расположенный на крайнем юго-востоке округа, поглотил город Жирар, расположенный на крайнем северо-востоке округа Расселл. Чтобы не разделять крупный город границей округов, правительством Ли было принято решение передать Расселлу территорию в 26 км² с городом и его ближайшими окрестностями. Взамен округ Расселл передал округу Ли в два раза бо́льшую часть земли на своём северо-западе — невключённую территорию Марвин, — оба эти «выступа» на некогда ровной и прямой границе округов хорошо видны на карте. Поскольку Финикс-Сити продолжил расти, то через некоторое время он всё равно стал расположен в обоих округах.

## Транспорт
Через округ проходят следующие крупные автодороги:
- автомагистраль I-85
- федеральная трасса U.S. Route 29
- федеральная трасса U.S. Route 280
- федеральная трасса U.S. Route 431
- трасса Alabama State Route 14
- трасса Alabama State Route 51
- трасса Alabama State Route 147
- трасса Alabama State Route 169
- трасса Alabama State Route 267

В округе находится аэропорт Auburn University Regional Airport.

## Демография
| 1870 год — 21 750 жителей 1880 — 27 262 (+25,3%) 1890 — 28 694 (+5,3%) 1900 — 31 826 (+10,9%) 1910 — 32 867 (+3,3%) 1920 — 32 821 (-0,1%) | 1930 — 36 063 (+9,9%) 1940 — 36 455 (+1,1%) 1950 — 45 073 (+23,6%) 1960 — 49 754 (+10,4%) 1970 — 61 268 (+23,1%) 1980 — 76 283 (+24,5%) | 1990 — 87 146 (+14,2%) 2000 — 115 092 (+32,1%) 2010 — 140 247 (+21,9%) 2011 — 143 468 (оценка) |

Расовый состав:
- Белые — 74,1%
- Афроамериканцы — 22,7%
- Азиаты — 1,6%
- Коренные американцы — 0,2%
- Гавайцы или уроженцы Океании — 0,0%
- Две и более расы — 0,9%
- Прочие — 0,5%
- Латиноамериканцы (любой расы) — 1,4%

## Достопримечательности
- Парк Чеуакла (англ. Chewacla State Park)
- Музей изящных искусств Джул Коллинс Смит (англ. Jule Collins Smith Museum of Fine Art)
- Гольф-тропа Роберта Трента Джонса (англ. Robert Trent Jones Golf Trail) (частично)